# Gelvécourt-et-Adompt
Gelvécourt-et-Adompt é uma comuna francesa na região administrativa do Grande Leste, no departamento de Vosges. Estende-se por uma área de 3.94 km². Em 2010 a comuna tinha 109 habitantes (densidade: 27,7 hab./km²).